# Południe – Odpoczynek od pracy (wg Milleta)
Południe – Odpoczynek od pracy (wg Milleta) (hol. Middagrust (naar Millet), ang. Noon: Rest from Work (after Millet)) – obraz olejny (numer katalogowy: F 686, JH 1881) namalowany przez Vincenta van Gogha w styczniu 1890 podczas jego pobytu w miejscowości Saint-Rémy. Obraz znajduje się w zbiorach Musée d’Orsay w Paryżu.

## Historia
Vincent van Gogh przebywając na dobrowolnym leczeniu w szpitalu Saint Paul-de-Mausole w Saint-Rémy zajął się, z braku modeli, sporządzaniem kopii swych ulubionych mistrzów. Sporządził ich około 40, w tym około 20 inspirowanych pracami Jean-François Milleta. Malarz ten należał do tych artystów, którzy wywarli największy wpływ na jego twórczość. W swoich obrazach namalowanych na podstawie prac Milleta van Gogh skupił się na przedstawieniu pojedynczych postaci wieśniaków podczas prac polowych: koszenia, wiązania ściętego zboża w snopki, młócenia, czy strzyżenia owiec. Motywy te zawsze należały do jego ulubionych, a tym razem stanowiły dla niego przypomnienie jego własnych, artystycznych korzeni pomagając mu pogodzić się z przeszłością i przez to bardziej zrozumieć teraźniejszość i przyszłość.

Sam obraz został namalowany bezpośrednio na podstawie cyklu drzeworytów „Cztery pory dnia” Adrien Lavieille’a wykonanych w 1873 na podstawie Milleta. 

Właśnie kończę trzy inne [obrazy] “pór dnia” według Lavieille’a – pisał do brata zauważając przy okazji, że nie jest to czyste kopiowanie, ale raczej tłumaczenie na inny język, język kolorów, tych impresji chiaroscuro w bieli i w czerni.

## Opis
Obraz przedstawia parę robotników rolnych odpoczywających w południe. Artysta pozostał tu wierny oryginalnej kompozycji, również co do szczegółów na pierwszym planie. Narzucił jednak własny styl tej spokojnej scenie, która dla Milleta była symbolem wiejskiej Francji lat 60. XIX wieku. Tę bardzo osobistą interpretację van Gogh uzyskał głównie poprzez chromatyczną konstrukcję dzieła opartą na kontrastowych kolorach dopełniających: niebiesko-fioletowego i żółto-pomarańczowego. Mimo spokojnego charakteru przedstawionego motywu obraz odznacza się wyjątkową artystyczną intensywnością, typową dla van Gogha. Obrazem tym artysta nawiązał do godności pracy, motywu, który był inspiracją wielu jego wcześniejszych płócien, namalowanych w Holandii. Jednak w przeciwieństwie do Brabancji krajobraz, w którym znajdują się wieśniacy, jest słoneczny i kwitnący, a użyte kolory są jasne w przeciwieństwie do ciemnobrunatnych tonacji jego holenderskich płócien. Van Gogh nigdy nie wątpił w wartość ludzkiego życia i pomimo trudnych osobistych problemów nie stracił wiary w sens ludzkiego wysiłku.